# Dímer-D

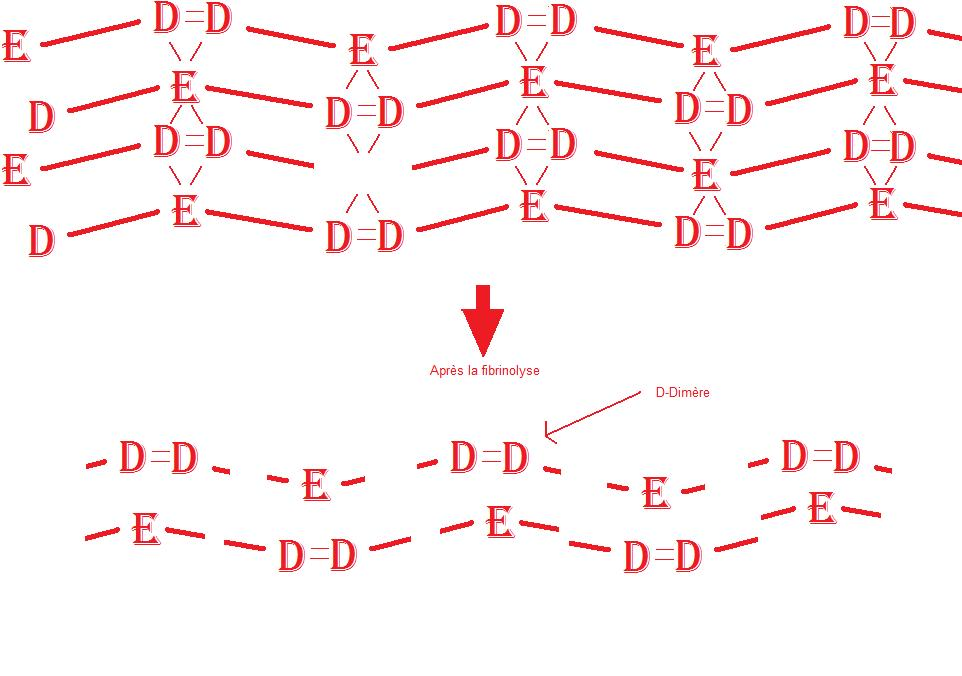
Representació de la formació del dímer-D: la plasmina degrada els enllaços entre els dominis E i D (enllaç simple en la imatge) però no pot degradar els enllaços entre els dominis D (enllaç doble de la imatge).

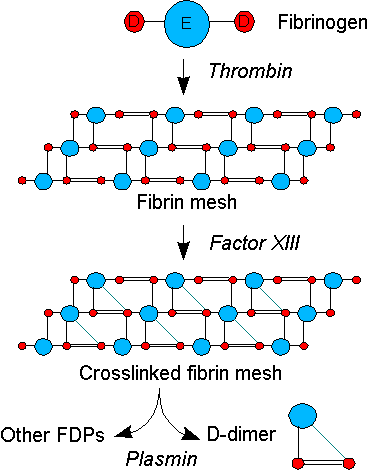
Formació del Dímer - D

En medicina, els dímers-D són productes de degradació de la fibrina detectats quan el trombe, en un procés de coagulació, és proteolitzat per la plasmina. És anomenat així perquè conté dos fragments D entrecreuats de la proteïna fibrina.
Aquesta substància va ser descoberta aproximadament el 1970 i es va implantar el seu ús mèdic a partir del 1990.
La detecció dels nivells del dímer es pot fer mitjançant diverses proves immunològiques, com ara immunoassaigs (assaigs immunoabsorbents lligats a enzims) o proves serològiques com les proves d'aglutinació.

## Indicacions
Hi ha diferents situacions clíniques que requereixen dur a terme la prova del dímer-D. Generalment, està indicat en situacions de possible trombosi, on presenta uns valors elevats. Algunes d'elles són:
- Trombosi venosa profunda (TVP)[5][6]
- Embòlia pulmonar (EP)[7][8]
- Accident cerebrovascular
- Coagulació intravascular disseminada (CID)